# Nadleśnictwo Lesko
Nadleśnictwo Lesko – jednostka organizacyjna Lasów Państwowych podległa Regionalnej Dyrekcji Lasów Państwowych w Krośnie. Siedziba Nadleśnictwa znajduje się w Łączkach w powiecie leskim, w województwie podkarpackim.
Nadleśnictwo obejmuje część powiatów leskiego i sanockiego. Dzieli się na dwa obręby: Lesko i Zagórz.

## Historia
21 grudnia 1972 połączono Nadleśnictwa Lesko i Zagórz.

## Ochrona przyrody
Na terenie nadleśnictwa znajduje się sześć rezerwatów przyrody:
- Dyrbek
- Góra Sobień
- Grąd w Średniej Wsi
- Nad Jeziorem Myczkowieckim
- Przełom Osławy pod Mokrem
- Przełom Sanu pod Grodziskiem

## Drzewostany
Główne typy siedliskowe lasów nadleśnictwa to las górski świeży i las wyżynny świeży.
Główne gatunki lasotwórcze lasów nadleśnictwa to sosna, jodła i buk.
Przeciętna zasobność drzewostanów nadleśnictwa wynosi 350 m³/ha (jeden z najwyższych wyników w Polsce), a przeciętny wiek 78 lat.